# Рудник Сен-Бель
Рудник Сен-Бель (Sain Bel) – колишній гірничодобувний майданчик на південному сході Франції, за три десятки кілометрів на захід від Ліону. 
Родовище Сен-Бель первісно розроблялось як мідне. Відомо, що роботи тут велись вже у XV столітті за часів короля Карла VII. В 1748-му копальню доповнили ливарним заводом. Втім, особливе значення рудник став набувати після його придбання в 1839 році компанією Perret Frères et Olivier, власниками якої були Клод Перре (Perret), його сини Мішель і Жан-Батіст та ще один партнер Жюль Олів’є. За кілька років до того Клод Перре запатентував метод виробництва сульфатної кислоти в свинцевих камерах, де відбувалась реакція води з діоксидом сірки, отриманим від спалювання піритів. Родовище Сен-Бель було передусім піритове, причому вирізнялось високою якістю руди, що містила 53% сірки. Під час розробки на мідь пірити вважались пустою породою, проте на тлі розвитку хімічної промисловості набули особливого значення.  
В 1848-му запустили завод сульфатної кислоти в Chessy (гірнича ліцензія окрім Сен-Бель включала розташоване за десяток кілометрів родовище Chessy), а в 1854-му споживачем піритів став хімічний завод, запущений Perret Frères et Olivier в Сен-Фон на південних околицях Ліону. Рудник та завод в Chessy закрили вже в 1877 році, тоді як майданчик в Сен-Фон розвинувся в один з провідних хімічних заводів країни, що з 1872-го належав Compagnie de Saint-Gobain, яка поглинула Perret Frères et Olivier.
Розробка велась підземним способом, зокрема, з використанням шахт:
- «Сен-Гобен», яка почала роботу в 1878-му та експлуатувалась до 1928-го. Всього з цієї шахти вилучили 10 млн тонн руди;
- «Перре», яка була закладена в 1897 році та мала глибину у 300 метрів;
- «Північна» (Puits Nord), яку заклали в 1919-му та довели до глибини у 136 метрів. Виробітки цієї шахти були сполучені з виробітками «Перре» на двох горизонтах.
Всього копальня мала кілька десятків шахт і штолень.
Руду транспортували конвеєром до станції Сен-Бель, а потім вивозили залізницею на завод у Сен-Фон. Пізніше транспортування стали здійснювати вантажівками.
В 1903-му копальня досягнула рекордного видобутку за всі історію – 320 тисяч тонн. На початку XX століття Сен-Бель забезпечувала 70% французького видобутку піритів. В подальшому виробництво знизилось, проте до 1950 року не бувало меншим за 150 тисяч тонн.
В 1963-му власником копальні стало спільне підприємство двох потужних хімічних концернів – Produits Chimiques Péchiney - Saint-Gobain.
З плином часу пірит втратив своє значення як джерело сульфатної кислоти, оскільки нафтогазова промисловість стала продукувати великі обсяги сірки в межах охорони навколішнього середовища. До того ж запаси родовища Сен-Бель стали виснажуватись, вміст сірки в руді падав і в 1972-му розробка Сен-Бель припинилась. Всього за час існування копальні вона видала 18 млн тонн руди.